# Cristóbal Vilella

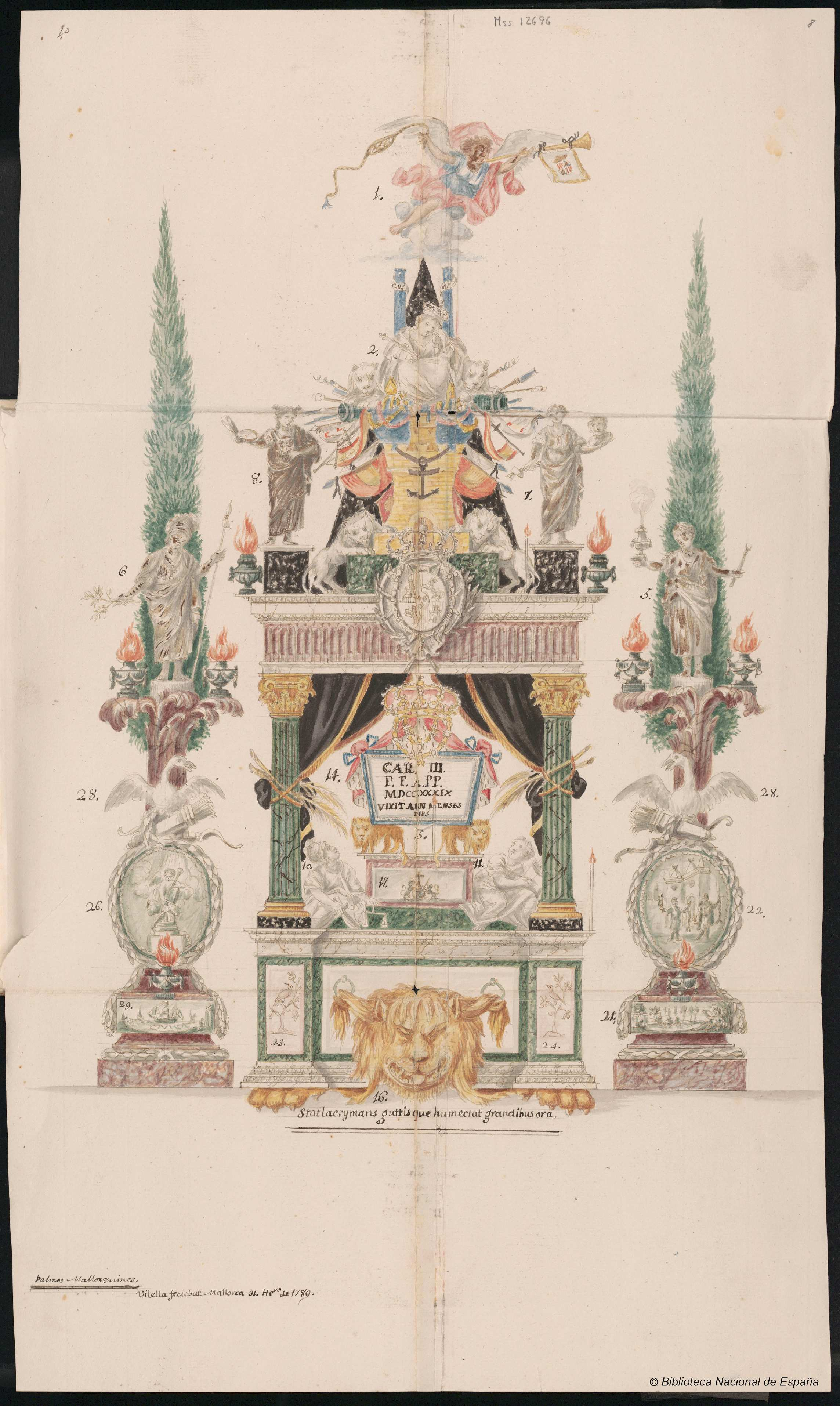
Proyecto sobre el cenotafio o túmulo para las exequias de Carlos III en la ciudad de Mallorca, 1789. Biblioteca Nacional de España, Mss/12696.

Cristóbal Vilella (Palma, 6 de agosto de 1742-1803) fue un pintor y naturalista español, pintor del rey y académico de mérito de la Real Academia de Bellas Artes de San Fernando.

## Biografía
Aficionado desde niño al dibujo, con dieciocho años se trasladó a Madrid para cursar estudios en la Real Academia de Bellas Artes de San Fernando, donde se le registra matriculado en mayo de 1761. En ella tuvo como profesor de colorido en los cursos avanzados a Antón Rafael Mengs. Volvió a Mallorca en 1766, encontrándose con problemas para ver reconocidos sus estudios académicos por el anquilosado pero aún poderoso gremio de pintores. Con objeto de vencer estas resistencias regresó el mismo año a Madrid para concurrir al premio anual de la Academia que le hubiera dado el título de académico. Aunque no logró el premio, que fue ganado por Ramón Bayeu, en septiembre presentó a la Academia «dos quadritos de su invención» con sendos bodegones, uno de dulces y el otro que por su descripción cabe suponer fuese del tipo conocido como rincón de estudio, con «varios papeles, estampas y naipes», siendo por ellos nombrado académico supernumerario por la pintura.
Al establecerse en Madrid el Real Gabinete de Historia Natural presentó a la junta una colección de minerales, conchas, corales y animales disecados, con los que formaba objetos artísticos, y sus cuadernos con dibujos a la aguada de flores, plantas y peces, por lo que obtuvo en 1773 una pensión de 200 ducados anuales para que se ocupase en Mallorca de reunir y dibujar «todas las aves, peces, plantas y otras curiosidades» que pudiere hallar «para el aumento del gabinete». Lo que de su trabajo en este orden se conserva son los cuatro cuadernos con dibujos a la aguada que regaló a Carlos IV, ahora en la Biblioteca de Palacio, dedicados a los peces, flores, frutos y trajes de la isla de Mallorca.

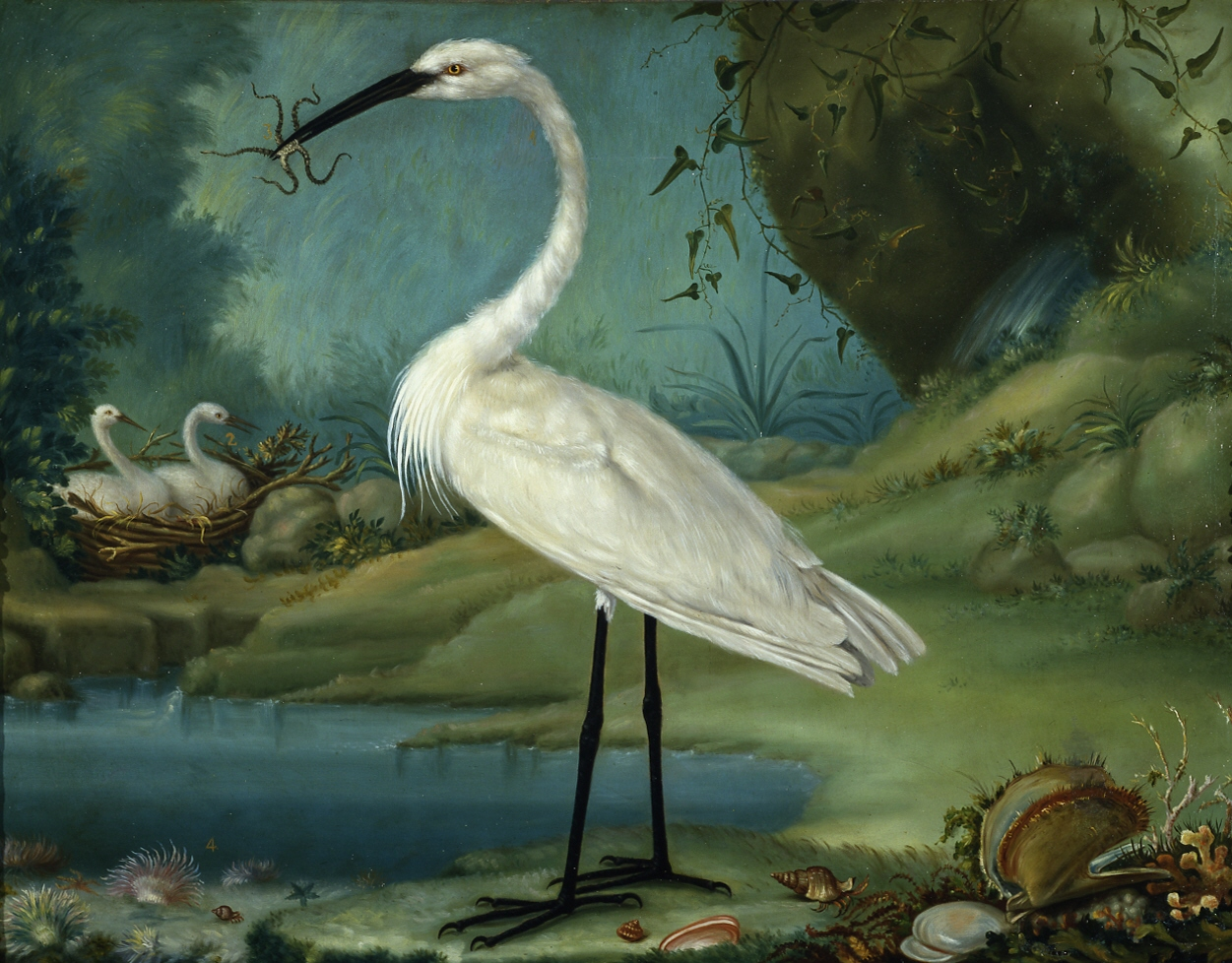
Garza de Mallorca en su nido y moluscos, óleo sobre lienzo, 63 x 82 cm, Madrid, Real Academia de Bellas Artes de San Fernando.

Desde ese momento orientó su trabajo preferentemente a la recogida de materiales para el gabinete, con el que se mantuvo en contacto permanente por correspondencia, y adjuntó a sus dibujos y piezas disecadas informes detallados de cuanta información podía reunir, con los «nombres propios de estas islas». Por el contrario, su nombre no reaparece en las actas de la Academia de Bellas Artes, donde se conservan cuatro lienzos de aves y peces de Mallorca con sus explicaciones procedentes de la colección de Godoy, hasta 1796, cuando se leyó un memorial por el que solicitaba el reconocimiento como académico honorario haciendo valer los méritos contraídos en los muchos años dedicados al servicio del Real Gabinete, favorecido por Carlos IV, que como buen aficionado a la historia natural había también reunido su propio gabinete.
Como pintor, además de escenas de montería y bambochadas, pintó según Furió los cuadros de la capilla de la Sagrada Familia de la iglesia de Establiments, encargadas por Cecilia Zaforteza en 1771. A la muerte de Carlos III presentó una proyecto para el túmulo que debía alzarse en la catedral de Mallorca con motivo de las solemnes exequias, rechazado por el ayuntamiento, según la carta conservada entre los manuscritos de la Biblioteca Nacional de España con los dibujos del proyecto remitidos por el propio pintor al conde de Floridablanca en marzo de 1789.